# Taucherschacht II
Le Taucherschacht II est un dispositif historique spécial pour les travaux sous-marins. Il est maintenant un navire musée exposé dans le port de commerce de Magdebourg . 

## Historique
Le puits de plongée, un caisson à pression d'air, a été construit en 1898 dans le chantier naval berlinois Wenz & Co . Avec son aide, des travaux ont été possibles dans de l'eau jusqu'à trois mètres de profondeur. Un caisson, abaissé verticalement à cette profondeur, était vidé de son eau en utilisant de l'air comprimé. En particulier, des travaux sur le lit de la rivière, par exemple des préparations de dynamitage, pourraient être réalisés de cette manière. Le bateau, qui n'a pas sa propre propulsion, était remorqué jusqu'aux emplacements respectifs. Les outils embarqués, tels que les perceuses et les marteaux pneumatiques, étaient actionnés au moyen d'une machine à vapeur embarquée. En 1971, la machine à vapeur a été remplacée par un moteur diesel. Les travaux de rénovation ont eu lieu dans un chantier de réparation de Berlin.

### Préservation
En 2016, un poste d'amarrage à terre a été préparé dans le port de commerce de Magdebourg, afin d'intégrer le Taucherschacht II au musée du navire historique et de le restaurer. Sa rénovation est financée comme une opportunité de travail avec une allocation de frais supplémentaire de l'agence pour l'emploi de Magdebourg. 
En 2018, il a été soulevé hors de l'eau pour être accessible aux visiteurs à partir de 2020. II est situé dans le port commercial à proximité immédiate du toueur Gustav Zeuner déjà restauré. Toujours en 2018, l'excavatrice à chaîne à godets Otter ainsi qu'une allège fluviale briquet ont été soulevés à terre et seront restaurés et rendus accessibles. 